# Adolfo Samuel Acosta Rodríguez
Adolfo Samuel Acosta Rodríguez (nascido em 19 de maio de 1981) é um jogador espanhol de futebol de 5. Integrou a seleção espanhola de futebol de 5 que conquistou a medalha de bronze ao vencer a Grécia por 2 a 0 nos Jogos Paralímpicos de Atenas 2004. Participou também dos Jogos Paralímpicos de Londres 2012, onde a Espanha ganhou outro bronze após derrotar a Argentina por 1 a 0.

## Vida pessoal
Natural de Las Palmas, das Ilhas Canárias, atualmente reside em Madrid.